# Robert Woonton
Robert Woonton (nacido en 1949) fue primer ministro de las Islas Cook entre el 11 de febrero de 2002 y el 11 de diciembre de 2004. Es miembro del Partido Alianza democrática. Estudió Medicina. Fue designado primer ministro cuando su predecesor Terepai Maoate dimitió. 
En septiembre de 2004 Woonton y su gobierno ganaron las elecciones con 14 de los 24 escaños. No obstante, Woonton estuvo a punto de perder las elecciones y en diciembre de 2004 se tuvo que celebrar una segunda vuelta. Previamente había sido elegido primer ministro Jim Marurai después de la renuncia de Woonton. 
- Datos: Q2640542